# Грозный (станция)
Гро́зный (чечен. Соьлжа-ГӀала) — железнодорожная станция Грозненского региона Северо-Кавказской железной дороги, находящаяся в городе Грозном, столице Чеченской Республики.

## Описание
На сегодняшний день станция является конечной на данном участке от станции Гудермес. В ходе боевых действий на территории Чеченской Республики был разрушен и разобран участок от станции Грозный до станции Слепцовская, который напрямую связывал Грозный с Назранью и далее с узловой станцией Беслан. Участок железной дороги Гудермес — Грозный — Назрань — Беслан — Прохладная являлся деятельным — грузовые и пассажирские поезда следовали здесь. Впоследствии участок не восстанавливали.
По состоянию на 2009 год станция неэлектрифицирована (демонтирована контактная сеть). Движение осуществляется на тепловозной тяге.

## Деятельность
На станции осуществляются:
- продажа билетов на все пассажирские поезда;
- приём и выдача багажа;
- приём и выдача мелких отправок грузов, требующих хранения в крытых складах станций;
- приём и выдача грузов повагонными и мелкими отправками, загружаемых целыми вагонами, только на подъездных путях и местах необщего пользования;
- приём и выдача повагонных отправок грузов, требующих хранения в крытых складах станций[1].

## Пригородное сообщение по станции
По состоянию на март 2016 года пригородное сообщение по станции отсутствует.

## Дальнее следование по станции
По состоянию на июнь 2017 года по станции курсируют следующие поезда дальнего следования:
| Круглогодичное обращение поездов | Круглогодичное обращение поездов | Круглогодичное обращение поездов | Круглогодичное обращение поездов |
| № поезда                         | Маршрут движения                 | № поезда                         | Маршрут движения                 |
| -------------------------------- | -------------------------------- | -------------------------------- | -------------------------------- |
| 301                              | Волгоград — Грозный              | 302                              | Грозный — Волгоград              |
| 381                              | Москва — Грозный                 | 382                              | Грозный — Москва                 |

## Адрес вокзала
- 364000, Россия, Чеченская Республика, г. Грозный, Привокзальная площадь, 1
- Справочная: 8-(8712)-22-24-68; 8-(8712)-22-24-69

## Фото станции Грозный

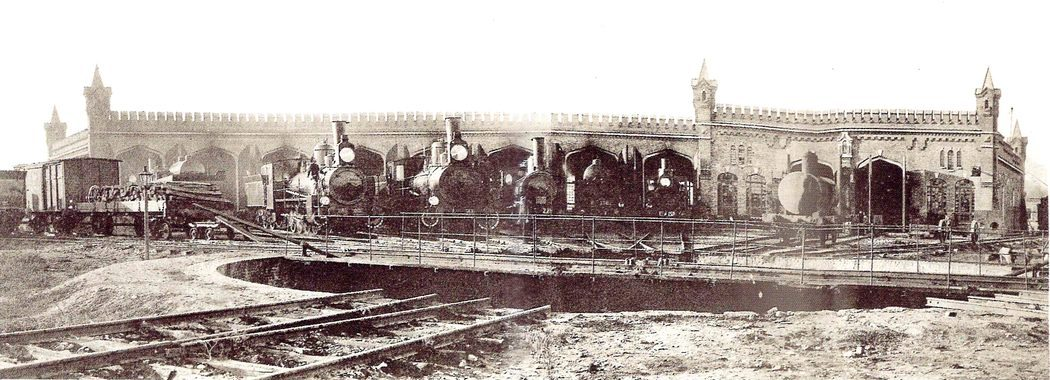
Паровозное депо станции Грозный 1894 год
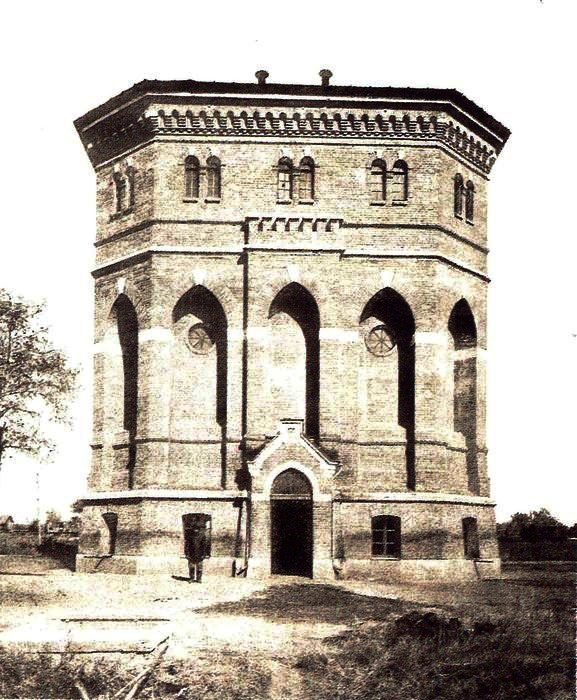
Водоёмное здание на станции Грозный. 1894 год
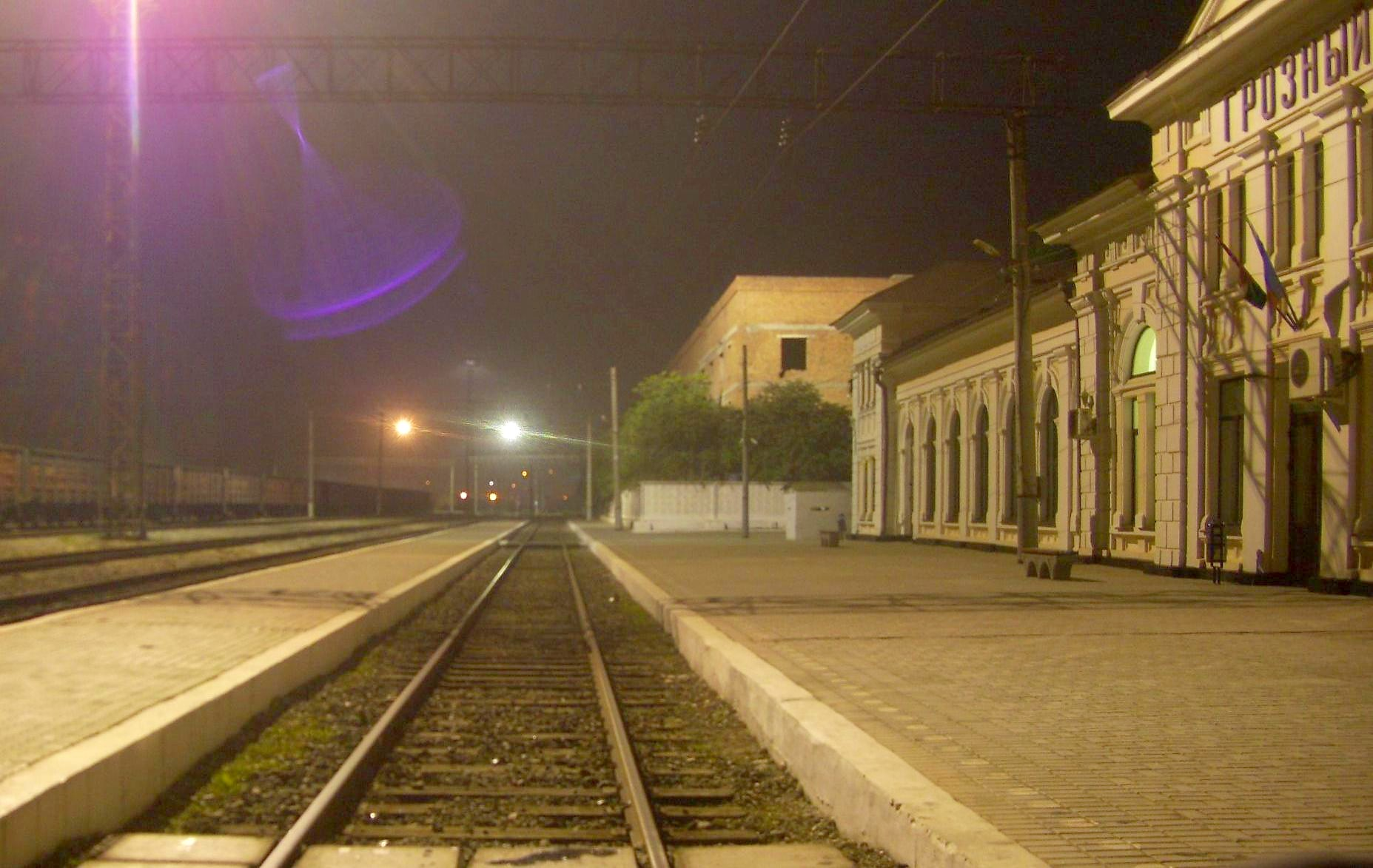
Пути станции Грозный. Справа — вокзал. Вид в западном направлении. 2011 год
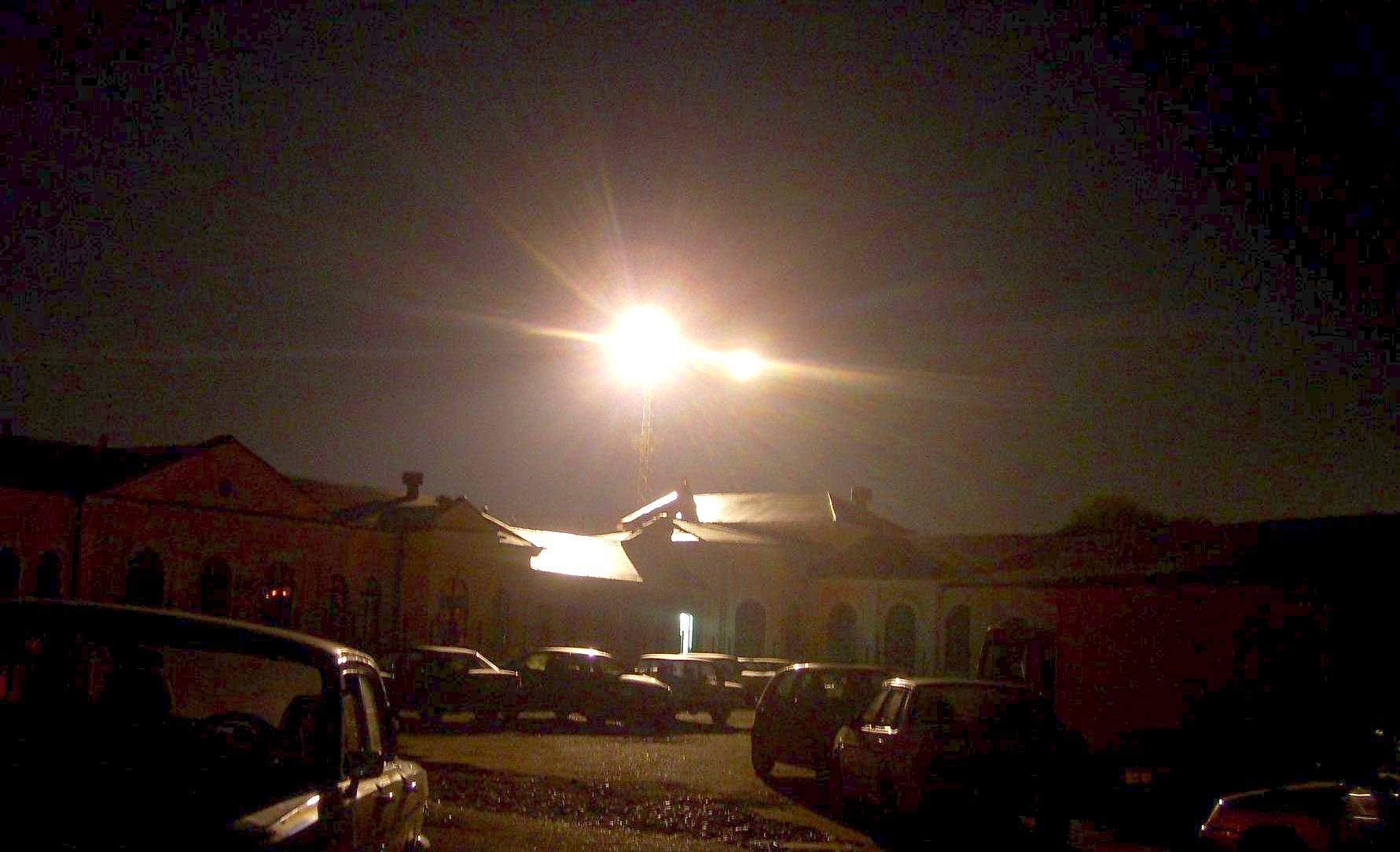
Вокзал на станции Грозный. Вид из города. 2011 год
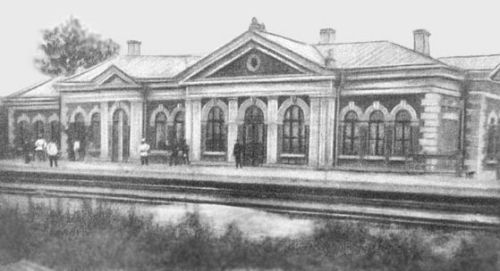
Грозный. Старый ЖД-вокзал